# Lorimer Rojas
Lorimer Rojas (nacido como Lorimer Ramón Salazar Rojas, Punta de Piedras, Nueva Esparta - Venezuela el 13 de junio de 1944- Nueva Esparta, 9 de enero de 2022) fue un matemático y fotógrafo venezolano, nombrado Maestro, Hijo Ilustre en y patrimonio viviente en Venezuela.

## Reseña biográfica
Luego de realizar sus estudios en el Colegio San Nicolás de Bari de Porlamar, realiza estudios de Matemáticas en la Universidad de Oriente. Posteriormente contrajo matrimonio con María De Rojas quien también es la creadora de los "Niños Cantores de Margarita", de dicho matrimonio resultaron 6 hijos.
Inicia sus estudios por correspondencia en Hemphils School para especializarse como fotógrafo. En 1977, comienza sus estudios en el Complejo Cultural Rómulo Gallegos. Posteriormente, prosigue sus estudios de fotografía en el Centro Nacional para Mejoramiento de la Enseñanza de la Ciencia.
Cuenta con un acervo fotográfico de historia cultural Venezolana desde los años 1960s. El 22 de noviembre de 2020 fue nombrado Patrimonio Cultural Viviente del Estado Nueva Esparta.
Formó parte del Círculo de Reporteros Gráficos de Venezuela, en muchas páginas de los medios impresos de Venezuela están sus fotografías. Tras su fallecimiento, su familia conserva su herencia fotográfica.

### Obra

#### Publicaciones y exposiciones colectivas
Ha publicado sus imágenes en reconocidas revistas y periódicos de Venezuela, así como diferentes espacios culturales, entre ellas se encuentran:

#### Libros
| Año  | Libro |
| ---- | --- |
| 1981 | Narváez, Autor Alfredo Boulton. |
|      | Nueva Esparta Siempre, Autor Gladys Bounaffina. |
|      | Háblame de Pedro Luís, Autor -Rodulfo González. |
|      | Trabajo Monográfico sobre las Festividades de San Pedro de Coche, Autores Jesús Rafael Cedeño (Campito), María José De Rojas y Fernando Fernández. |
| 1997 | Margarita, Coche y Cubagua, Autor Federico Guillermo Klimkert.                                                                                     |
|      | Padre Gabriel, Autor Rodulfo González. |
| 1998 | Porlamar a través del Tiempo, -Autor Eduard E.Caraballo.                                                                                           |

#### Catálogos, revistas y folletos
| Año  | Catálogos, revistas y folletos |
| ---- | --- |
| 1981 | Pedro Briceño (Escultor). |
| 1982 | Inauguración de la Galería Popular Neoespartana, Galpón, Paseo Rómulo Gallegos, Porlamar. |
|      | Cuadernas, Revista Regional de Cultura, Homenaje a Juan Salazar Meneces. |
| 1984 | Trama, 2.ª Bienal Nacional de Cultural, Museo Francisco Narváez, Porlamar, Estado Nueva Esparta. |
| 1987 | N.º 63, 2.º Salón Regional, Exposición N.º 71, Museo Francisco Narváez, Porlamar, Estado Nueva Esparta. |
|      | Colección de las Obras del Museo de Artes Contemporáneo francisco Narváez, Porlamar, Estado Nueva Esparta. |
| 2007 | Fotoportada revista Margariteñerias, homenaje del pueblo insular con motivo del 81 aniversario del nacimiento de José Joaquín Salazar (Chequaco), Santa Ana del Norte, N.º 45 II etapa, julio-agosto de 2007. |
| 2008 | Portada y entrevista Revista Tropel de Luces, páginas 5, 6 y 7, 8, N.º 29, Asociación de Escritores del Estado Nueva Esparta.                                                                                 |
| 2011 | Folleto Con la Fe y Nueva Esparta, 1.ª Exposición Colectiva de Arte, Museo de Arte Contemporáneo Francisco Narváez, 27/03/2011 al 30/04/2011, foto # 9.                                                       |
| 2012 | Folleto Con la Fe y Nueva Esparta, 2.ª Exposición Colectiva de Arte, Museo de Arte Contemporáneo Francisco Narváez, mayo-junio de 2012.                                                                       |
|      | La Revuelta, Revista Cultural de Venezuela, homenaje a Jesús Ávila: cinco granos de maíz, foto páginas 8 y 9, Centro de Diversidad Cultural, 2, N.º 8, agosto de 2012.                                        |
| 2013 | Folleto Con la Fe y Nueva Esparta, 3.ª Exposición Colectiva de Arte, Museo de Arte Contemporáneo Francisco Narváez, mayo de 2013.                                                                             |
| 2014 | Folleto Con la Fe y Nueva Esparta, 4.ª Exposición Colectiva de Arte, Museo de Arte Contemporáneo Francisco Narváez, 10 de mayo al 10 de junio de 2014.                                                        |
| 2015 | Folleto Con la Fe y Nueva Esparta, 5.ª Exposición Colectiva de Arte, Museo de Arte Contemporáneo Francisco Narváez, 10 de mayo al 10 de junio de 2015.                                                        |
| 2016 | Folleto Con la Fe y Nueva Esparta, VI Exposición Colectiva de Arte, Museo de Arte Contemporáneo Francisco Narváez, mayo de 2016, página 52.                                                                   |

#### Exposiciones individuales
Año 1983
- Después de la Lluvia, Galería Popular Neoespartana, Porlamar.
- Después de la Lluvia, Cámara de Comercio, Puerto Cabello.
- Después de la Lluvia, Colegio Nacional de Periodistas, Valencia, Estado Carabobo.

Año 1984
- Después de la Lluvia, Colegio de Administradores del Estado Nueva Esparta.

Año 1990
- Personajes de Margarita, Colegio Nacional de Periodistas, Estado Nueva Esparta.

Año 1992
- El Sitio, Taller de Audiovisual, Paseo Rómulo Gallegos, Porlamar, Estado Nueva Esparta.

Año 1993
- El Sitio, Homenaje al Fotógrafo IVO, Centro de Formación Audiovisual Luis Savignac, Complejo Cultural Rómulo Gallegos.

Año 1999
- 1987*1999 Fotógrafo de las Festividades de San Pedro Apóstol, Isla de Coche.

Año 2004
- Danzas, con motivo del 2.º Festival de las Artes Margarita 2004, Galería Galpón del Paseo Rómulo Gallegos, Porlamar.

Año 2005
- Narváez 100 ;Años 100 Fotos, en Homenaje a los 25 Aniversario de la Agrupación Niños Cantores de Margarita, Casa de la Cultura Plácido Maneiro, Pampatar, Estado Nueva Esparta.
- Homenaje a los Músicos del Estado Nueva Esparta y a los Niños Cantores de Margarita, en sus 25 ;Años, Consejo Legislativo, la Asunción, Estado Nueva Esparta.

Año 2006
- Homenaje a los Escritores y Poetas, Sede Asociación de Escritores del Estado Nueva Esparta, Paseo Rómulo Gallegos, Porlamar.
- Yo soy la Luz, Homenaje a los Escritores y Poetas, Biblioteca FONDENE, Pampatar, Estado Nueva Esparta.
- Invitado a la Exposición de: La Imagen Estudiada de las Escuelas de Fotografía de Jorge Bay y Ricardo Tucán Pérez del 11 al 25 de agosto Galería Popular Neoespartana GALPON.

Año 2007
- Valores Artísticos Margariteños, XXV Aniversario de la Asociación de Escritores del Estado Nueva Esparta, 13 de Febrero, Sede AENE, Paseo Rómulo Gallegos (Guaraguao), Porlamar, Estado Nueva Esparta.
- Los Músicos, Homenaje al Pez Patriota Miguel Rivera en sus 75 años, Casa de la Cultura Valle de la Margarita, El Valle del Espíritu Santo, Estado Nueva Esparta, 9 de Marzo.
- Los Escritores, Homenaje a la Ciudad de Porlamar en sus 471 ;Años, Galería Popular Neoespartana Galpón, Paseo Rómulo Gallegos (Guaraguao), Porlamar, Estado Nueva Esparta, 16 de Marzo.
- Cheguaco, Exposición permanente en su biblioteca (vivienda), población de Tacarigua, Estado Nueva Esparta.
- Los Escritores, Asociación de Escritores, Paseo Rómulo Gallegos (Guaraguao), Porlamar, Estado Nueva Esparta.
- Los Premios Nacionales, Asociación de Escritores, Paseo Rómulo Gallegos (Guaraguao), Porlamar, Estado Nueva Esparta.
- Totoño Exposición permanente en su vivienda, La Asunción, Estado Nueva Esparta.
- Valores Humanos, Consejo legislativo del Estado Nueva Esparta, La Asunción.
- Lira Sosa, Un periodista polifacético, Consejo legislativo del Estado Nueva Esparta, La Asunción.
- Homenaje a Reverón, Librería del Sur, Urbanización Playa del Ángel, Municipio Maneiro, Estado Nueva Esparta.
- Los Músicos, Homenaje a Jesús Ávila Patrimonio Cultural Viviente, en su casa Los Robles, 10/10/2007 y Casa de la Cultura de Los Robles 12/10.

Año 2008
- Homenaje al Viejo (Cristo de Pampatar) Imágenes de Lorimer, Pampatar, Casa de la Cultura Manuel Placido Maneiro, Pampatar, 02/05/2008, Estado Nueva Esparta.
- En la Ruta del Homenaje a Gustavo, Poetas, Fundación Librerías Del Sur, Avenida Aldonza Manrique, Playa El Ángel 09/05/2008.
- Homenaje a Gustavo, Casa de la Cultura Monseñor Nicolás E. Navarro, 18/04/2008.

Año 2009
- Yo Soy la Danza, Día Internacional de la Danza, Teatro Santa Lucia, La Asunción, 29/04/2009, Estado Nueva Esparta.

Año 2013
- Narváez, conmemoración 108 ;Años de su Nacimiento 04/10/1905 al 04/10/2013, Museo de Arte Contemporáneo Francisco Narváez, Porlamar, Estado Nueva Esparta.
- Testimonio Tridimensional, el Efímero y permanente en la Ciudad Marinera, homenaje a la Ciudad de Porlamar a 477 ;Años de su fundación, Galería Popular Neoespartana Galpón, Rómulo Gallegos (Guaraguao), Porlamar.

Año 2015
- Porlamar Su Gente y sus Oficios, Museo de Arte Contemporáneo Francisco Narváez, Porlamar, marzo de 2015.
- Yo Soy la Danza, Día Internacional de la Danza, Centro de Arte Omar Carreño, La Asunción, 28/04/2015, Estado Bolivariano de Nueva Esparta.

Año 2018
- Yo Soy la Danza, la Gala de la Danza en su Día Internacional, Centro de Arte Omar Carreño, mayo de 2018, La Asunción, Estado Nueva Esparta.

Año 2019
- Yo Soy la Danza, la Gala de la Danza en su Día Internacional, Centro de Arte Omar Carreño, mayo de 2019, La Asunción, Estado Nueva Esparta.

#### Exposiciones colectivas
Año 1987
- Artexposición, 451 ;Años de la Ciudad de Porlamar, auspiciado por el Consejo Municipal del Municipio Mariño, Galería Galpón del Paseo Rómulo Gallegos, Porlamar, Estado Nueva Esparta.

Año 1990
- Entre Duendes y Sombras, a Porlamar en sus 454 ;Años, Instituto de Formación Audiovisual, Porlamar.

Año 1991
- Personajes, Universidad de Mérida, Estado Mérida.

Año 1995
- Invitado Especial, Colectiva Reporteros Gráficos Nueva Esparta, Galería Galpón del Paseo Rómulo Gallegos, Porlamar, Estado Nueva Esparta.

Año 1997
- El Reporterismo Grafico Siempre en la Cumbre, Colegio Nacional de Periodistas y Círculo de Reporteros Gráficos, en el marco del IV Encuentro Iberoamericano de Periodistas, Auditorio Gustavo Aguirre.

Año 2006
- Certamen Mayor de las Artes y las Letras, Capítulo Artes Visuales, segunda edición; Museo de Artes Contemporáneo Francisco Narváez, Porlamar, 10/02/2006.
- 1.ª Muestra de Fotografía Contemporánea Neoespartana en homenaje a: Eduardo Moussawe del 22 de abril al 3 de junio. Casa de La Cultura Pueblo de la Mar Ramón Vásquez Brito.
- La Imagen Estudiada, Galería Galpón del Paseo Rómulo Gallegos, Porlamar, Estado Nueva Esparta, 10/08/2006.

Año 2007
- Homenaje a la Mujer, Ala Nueva del Centro Comercial Sambil Margarita, San Lorenzo, Estado Nueva Esparta.
- Creencias, Ala Nueva del Centro Comercial Sambil Margarita, San Lorenzo, Estado Nueva Esparta.
- 20 Fotografías De Credos y Fe, de la Fundación F1.1, Centro Comercial Sambil Margarita, 27/10 al 13/10.

Año 2011
- Día Internacional del Teatro, Fundación Teatro Santa Lucia (FT SL) y Fundación Artista Sobretablas (FAS), 30 ;Años de Sueño y Aplausos 27/03/2011.
- Con la Fe en Nueva Esparta, 1.ª Exposición Colectiva de Arte, Museo de Arte Contemporáneo Francisco Narváez, 27/03/2011 al 30/04/2011.
- Recorrido por las exposición fotográfica, Cuadernos de Mar sobre Autores Margariteños, 7.ª Feria Internacional del Libro de Venezuela (FILVEN), espacio cultural comunitario Luis Beltrán Prieto Figueroa, del 22 al 24 de septiembre de 2011.
- Certámenes de la Gran Exposición Cultural Bicentenaria, Ministerio del Poder Popular para la Cultura; Galería Red de Arte, 18/03/2011.

Año 2012
- Con la Fe en Nueva Esparta, 2.ª Exposición Colectiva de Arte, Museo de Arte Contemporáneo Francisco Narváez, mayo a junio de 2012.

Año 2013
- Con la Fe en Nueva Esparta, 3.ª Exposición Colectiva de Arte, Museo de Arte Contemporáneo Francisco Narváez, mayo de 2013.
- I Exposición de Pintura, Artesanía y Fotografía, en honor a las Neoespartanas, Casa Museo General en Jefe Santiago Mariño, Sagrada imagen de Paraguachoa, 30/08/2013.
- Apertura Exposición Fotográfica de Verso y Prosa, Retratos Visuales, 9.ª Feria Internacional del Libro de Venezuela (FILVEN), 27/11/2013.

Año 2014
- Con la Fe en Nueva Esparta, 4.ª Exposición Colectiva de Arte, Museo de Arte Contemporáneo Francisco Narváez, 10 de mayo al 10 de junio de 2014.

Año 2015
- Con la Fe en Nueva Esparta, 5.ª Edición exposición Colectiva de Arte, Museo de Arte Contemporáneo Francisco Narváez, 10 de mayo al 10 de junio de 2015.
- Conversatorio Porlamar su Gente y sus Oficios, Exposición fotográfica, Museo de Arte Contemporáneo Francisco Narváez, 14/05/2015.

Año 2016
- Con la Fe en Nueva Esparta, VI Exposición Colectiva de Arte, Museo de Arte Contemporáneo Francisco Narváez, mayo de 2016, página 52.

Año 2019
- Personajes de la Ciudad de Porlamar 1970, Celebrando a Porlamar, en sus 483 años, Museo de Arte Contemporáneo Francisco Narváez, marzo de 2019.
- La Virgen Del Valle, Museo de Arte Contemporáneo Francisco Narváez, Porlamar, septiembre de 2019.
- Francisco Narvaez, celebración de los 40 ;Años del Museo de Arte Contemporáneo Francisco Narváez, Porlamar, 30/11/2019.

## Reconocimientos
- 19/04/2009: Obras Fotográficas dedicadas a "Los Escritores", en honor al Beato Pedro Thelmo, por la Dirección de la Casa de la Cultura Licha Estaba de Mata, sala Brígida Velásquez, El Valle de Pedro González.
- 21 y 22 de julio de 2009: Jurado Primera Jornada de Acuerdos para el Rescate del Paseo Guaraguao.
- 22/09/2014: Nombrado Maestro Honorifico, por la Universidad Nacional Experimental de las Artes (UNEARTE), La Asunción.
- 22/09/2014: Invitado para el Acto de Apertura y recibimiento a los nuevos y nuevas estudiantes, espacio cultural Luis Beltrán Prieto Figueroa, Sede de la Universidad Nacional Experimental de las Artes (UNEARTE), La Asunción.
- Julio 2015: Reconocimiento por destacada labor como Fotógrafo, Premio Manuel R. Pérez Tucán, Premios CIANE 2015, por la Universidad de Oriente Núcleo Nueva Esparta (UDO) y el Círculo Internacional de las Artes CIANE, lugar UDO.[10]
- 28/10/2016: Reconocimiento a los Creadores y Creadoras, por la Fundación Casa del Artista del Ministerio del Poder Popular para la Cultura, lugar Museo de Arte Contemporáneo Francisco Narváez, Porlamar.
- 20/11/2020: Declarado Patrimonio Cultural Viviente Del Estado Bolivariano De Nueva Esparta, mediante Decreto # 1527-2020 de fecha 20 de noviembre de 2020.